# Ville Kotikumpu
Ville Kotikumpu (* 2. April 1972) ist ein früherer finnischer Biathlet.
Ville Kotikumpu ist Offizier und lebt in Oulu. Er debütierte 1998 in Pokljuka im Biathlon-Weltcup und wurde 12. eines Einzels. Damit gewann er nicht nur gleich in seinem ersten Rennen Weltcuppunkte, sondern erreichte damit auch seine beste Platzierung in der höchsten internationalen Rennserie. Bis 2005 startete er sporadisch im Weltcup, erreichte jedoch nie wieder die Punkteränge. 2001 startete er in Jericho bei den Militär-Skiweltmeisterschaften und wurde 27. des Sprints. Bei den Biathlon-Europameisterschaften 2005 in Kontiolahti wurde der Finne 25. des Einzels und mit Ville Räikkönen, Mika Kaljunen und Olli-Pekka Peltola Fünfter im Staffelrennen. 2004 startete Kotikumpu in Östersund erneut bei den Militärweltmeisterschaften und kam auf die Ränge 54 im Sprint und 17 mit Kaljunen, Karri Hietamäki und Ari Palolahti in der Militärpatrouille. Bei den Biathlon-Weltmeisterschaften 2005 in Hochfilzen kam er zu seinem einzigen Einsatz bei Biathlon-Weltmeisterschaften und wurde 43. des Einzels. Letztes Großereignis wurden die Militär-Skiweltmeisterschaften 2006 in Andermatt, Kotikumpu wurde 37. des Sprintrennens.

## Biathlon-Weltcup-Platzierungen
Die Tabelle zeigt alle Platzierungen (je nach Austragungsjahr einschließlich Olympische Spiele und Weltmeisterschaften).
- 1.–3. Platz: Anzahl der Podiumsplatzierungen
- Top 10: Anzahl der Platzierungen unter den ersten zehn (einschließlich Podium)
- Punkteränge: Anzahl der Platzierungen innerhalb der Punkteränge (einschließlich Podium und Top 10)
- Starts: Anzahl gelaufener Rennen in der jeweiligen Disziplin
- Staffel: inklusive Mixed-Staffel

| Platzierung         | Einzel | Sprint | Verfolgung | Massenstart | Team | Staffel | Gesamt |
| ------------------- | ------ | ------ | ---------- | ----------- | ---- | ------- | ------ |
| 1. Platz            |        |        |            |             |      |         |        |
| 2. Platz            |        |        |            |             |      |         |        |
| 3. Platz            |        |        |            |             |      |         |        |
| Top 10              |        |        |            |             |      |         |        |
| Punkteränge         | 1      |        |            |             |      | 1       | 2      |
| Starts              | 8      | 10     | 1          |             |      | 1       | 20     |
| Stand: Karriereende |        |        |            |             |      |         |        |